# José Ignacio Peralta
José Ignacio Peralta Sánchez (Colima, 1º ottobre 1970) è un politico, funzionario ed economista messicano, governatore dello Stato di Colima dal 2016 al 2021.

## Biografia
Nato nella città di Colima, capitale dello stato omonimo, il 1º ottobre 1970, studia e si laurea nel 1993 all'Istituto tecnologico autonomo del Messico, università situata a Città del Messico. Lavora poi nel 1998 presso la Banca del Messico, dove ricopre ruoli di vicedirettore, nella quale rimane fino al 2003. Successivamente consegue un master in economia all'Università dell'Essex, Regno Unito.

### Carriera politica
Dal 2004 al 2009 diviene segretario della promozione economica del governo statale. Nello stesso anno si candida sindaco della città di Colima dove risulta eletto per un mandato con durata di tre anni. Nel settembre 2012 viene nominato coordinatore dei progetti speciali della squadra di transizione dell'allora neo-presidente Enrique Peña Nieto.
Successivamente diviene sottosegretario alla comunicazione nel governo nazionale. Ricopre questo ruolo fino al gennaio 2015, annunciando la sua candidatura alle elezioni come governatore dello stato. Vince queste elezioni all'interno della coalizione PVEM, Nuova Alleanza e PT contro il candidato Jorge Luis Preciado del PAN. Ciononostante queste vengono annullate dal tribunale federale messicano che ne indice di nuove nel gennaio 2016. Anche queste vedono come vincitore José Ignacio. Assume ufficialmente la carica nel febbraio seguente.